# Rondinelly
Rondinelly de Andrade Silva, mais conhecido como Rondinelly (Rialma, 8 de fevereiro de 1991), é um futebolista brasileiro que atua como meia e atacante. Atualmente atua no Gaúcho

## Carreira

### Vila Nova
Em 1º de janeiro de 2010 assina contrato com o Vila Nova de Goiás e inicia sua carreira profissional.

### Trindade
De 1º de janeiro de 2011 a 31 de maio de 2011 esteve emprestado ao Trindade.

### Itumbiara
De 1º de agosto de 2011 a 30 de novembro de 2011 esteve emprestado ao Itumbiara.

### Vila Nova
Durante o primeiro semestre da temporada de 2012 atua pelo clube dono do seu passe, o Vila Nova.

### Grêmio
Em 1º de maio de 2012 é contratado pelo Grêmio de Porto Alegre, onde assina contrato de 5 temporadas (até 12 de maio de 2017).

### Palmeiras
De 1º de fevereiro de 2013 a 31 de dezembro de 2013 esteve emprestado ao Palmeiras. Rondinelly conquista o primeiro título de sua carreira, o Campeonato Brasileiro da série B de 2013.

### Portuguesa
De 9 de janeiro de 2014 a 24 de setembro de 2014 esteve emprestado a Portuguesa.

### Luverdense
De 25 de setembro de 2014 a 31 de dezembro de 2014 esteve emprestado a Luverdense.

### Audax
De 20 de janeiro de 2015 a 31 de maio de 2015 esteve emprestado ao Audax.

### Macaé
De 23 de fevereiro de 2016 a 15 de maio de 2016 esteve emprestado ao Macaé.

### Londrina
De 2 de junho de 2016 a 30 de novembro de 2016 esteve emprestado ao Londrina.

### Guarani
No dia 19 de dezembro de 2017, assinou contrato com o Guarani Futebol Clube para a Temporada de 2018.

### Santo André
No dia 2 de dezembro De 2019, foi anunciado pelo Esporte Clube Santo André, para a temporada de 2020.

## Títulos
Palmeiras
- Campeonato Brasileiro - Série B: 2013

Guarani
- Campeonato Paulista - Série A2: 2018 ‎